# Skederids församling
Skederids församling var en församling i Uppsala stift och i Norrtälje kommun i Stockholms län. Församlingen uppgick 2008 i Husby, Skederid och Rö församling. 

## Administrativ historik
Församlingen har medeltida ursprung. 
Församlingen var till 1962 annexförsamling i pastoratet Husby-Sjuhundra och Skederid. Från 1962 till 2008  annexförsamling i pastoratet Rimbo, Rö, Husby-Sjuhundra, Skederid och Fasterna som från 1972 även omfattade Närtuna församling och Gottröra församling Församlingen uppgick 2008 i Husby, Skederid och Rö församling.

## Kyrkor
- Skederids kyrka